# Tatra T3M

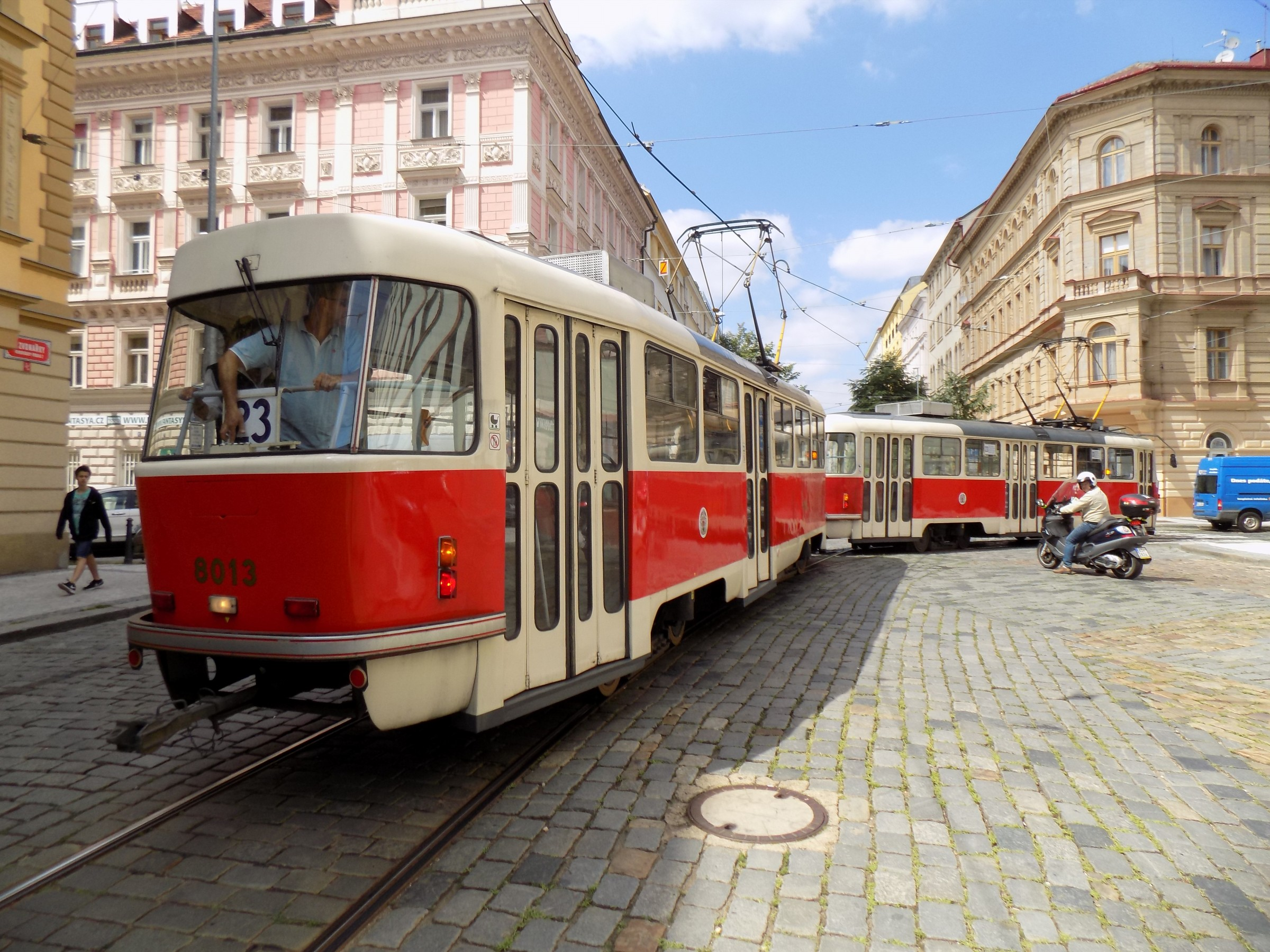
Souprava pražských tramvají T3M se obrací na vratném trojúhelníku Zvonařka s využitím pomocného zadního stanoviště řidiče

Tatra T3M je typ tramvaje, který vznikl modernizacemi československých tramvají Tatra T3 v letech 1977–1981. Prototyp byl postaven v roce 1971. Předmětem modernizace byla náhrada původní odporové elektrické výzbroje typu TR37 za nově vyvinutou hospodárnější tyristorovou typu TV1.

## Historie
Již od poloviny 60. let 20. století se podnik ČKD Trakce (výrobce elektrické výzbroje pro tramvaje Tatra) zabýval vývojem moderní polovodičové výzbroje, která měla být určena jak novým vozidlům, tak pro modernizaci starších tramvají. Nová výkonná elektronika umožňuje plynulejší a hlavně hospodárnější provoz tramvajových vozů. Některé komponenty nové výzbroje (označena TV1) byly zkoušeny od roku 1969 na košické tramvaji T3 evidenčního čísla 263. Prototyp vozu T3t (až později byly tramvaje s výzbrojí TV1 označovány T3M) byl vyroben v roce 1971. Prototypy sériové rekonstrukce byly modernizovány v roce 1976.
Sériová výroba elektrické tyristorové výzbroje TV1 byla zahájena v roce 1977. Dopravní podniky (DP) si ji montovaly do tramvají samy (případně modernizaci nechaly na jiných DP). Poslední dodávky výzbroje TV1 byly uskutečněny v roce 1981.
V polovině 90. let 20. století nastal v Praze problém. Životnost vozových skříní některých vozů T3M byla u konce, podvozky a výzbroj však byly v poměrně dobrém stavu. Proto pražský dopravní podnik zakoupil 18 nových vozových skříní, které odpovídaly vozům T3SUCS. Takto modernizované vozy (de facto jde o nové tramvaje) dostaly označení T3M.2-DVC (zkratka DVC znamená „dveře volí cestující“ = poptávkové otvírání dveří.)
Typová označení T3M.0 také nesou modernizované tramvaje T3, které pro plzeňský a liberecký dopravní podnik rekonstruovala v 90. letech 20. století Škoda Dopravní technika. Jedná se o typy Škoda 01T (pro Plzeň) a Škoda 02T (pro Liberec).

## Prototypy
První prototyp tramvaje T3M byl vyroben v roce 1971 a obdržel pražské ev.č. 6000. V roce 1973 byl přečíslován na ev.č. 8003 a začal v Praze zkušebně jezdit s cestujícími; byl vypravován z  vozovny Hloubětín výhradně na linku 10 (na všech ostatních hloubětínských linkách byly nasazovány dvojice). Roku 1980 byl odstaven ve vozovně. Po požáru tramvaje ev.č. 8071 v roce 1992 se stal majetkem DP Praha a nahradil tuto tramvaj v běžném provozu (obdržel její evidenční číslo). Vyřazen byl v roce 2005.
Za prototypy sériové modernizace byly vybrány pražské tramvaje T3 ev.č. 6795 a 6798 vyrobené v roce 1971. Po rekonstrukce na typ T3M v roce 1976 byly přečíslovány na ev.č. 8005 a 8006. Vozy byly vyřazeny v roce 2014, respektive 2011.

## Modernizace
Jedinou funkční změnou oproti tramvaji T3 byla nová tyristorová výzbroj TV1, která umožňuje hospodárnější provoz než původní odporová výzbroj TR37. Vzhledové změny byly dvě: nová skříň s brzdovými odpory na zadní části střechy tramvaje a nová skříň s ovladači za stanovištěm řidiče.

## Provoz
V roce 1971 byla vyrobena jedna tramvaj T3M. Další vozy vznikaly modernizacemi starších vozů.
| Současný stát | Město | Článek | Typ | Roky dodávek | Počet vozů | Evidenční čísla při dodání | Poznámky                                          | Zdroj |
| ------------- | ----- | ------ | --- | ------------ | ---------- | -------------------------- | ------------------------------------------------- | ----- |
| Česko         | Praha | článek | T3M | 1971         | 1          | 6000                       | s modernizacemi dalších vozů přečíslována na 8003 | [ 1 ] |

Modernizace na typ T3M probíhaly v letech 1976 až 1981.
Nové vozové skříně pro typ T3M.2-DVC byly vyrobeny v roce 1996.
| Současný stát | Město      | Článek | Typ       | Roky modernizací | Počet vozů | Poznámky                                 | Zdroj |
| ------------- | ---------- | ------ | --------- | ---------------- | ---------- | ---------------------------------------- | ----- |
| Česko         | Brno       | článek | T3M       | 1978–1989        | 49         | některé vozy dále modernizovány          | [ 5 ] |
| Česko         | Ostrava    | článek | T3M       | 1978–1981        | 21         | některé vozy dále modernizovány          | [ 6 ] |
| Česko         | Praha      | článek | T3M       | 1976–1981        | 102        | některé vozy dále modernizovány          | [ 1 ] |
| Česko         | Praha      | článek | T3M.2-DVC | 1996–1999        | 18         |                                          | [ 7 ] |
| Slovensko     | Bratislava | článek | T3M       | 1978–1981        | 12         | první vůz zmodernizován v DP Brno        | [ 8 ] |
| Slovensko     | Bratislava | článek | T3M-CS    | 1984–1992        | 2          | dosazení výzbroje z původní tramvaje T3M | [ 8 ] |
| Slovensko     | Bratislava | článek | T3M-SU    | 1995–1996        | 6          | dosazení výzbroje z původní tramvaje T3M | [ 8 ] |
| Slovensko     | Košice     | článek | T3M       | 1981             | 6          | zmodernizovány v DP Brno                 | [ 9 ] |

## Historické vozy
| Původní provoz | Evidenční číslo | Současný majitel | Typ | Rok výroby | Historický od roku | Poznámka                 | Zdroj  |
| -------------- | --------------- | ---------------- | --- | ---------- | ------------------ | ------------------------ | ------ |
| Brno           | 1594            | TMB              | T3M | 1972       | 2012               |                          | [ 10 ] |
| Praha          | 8084            | DP Praha         | T3M | 1976       | 2009               |                          | [ 11 ] |
| Praha          | 8106            | DP Liberec       | T3M | 1973       | 2012               | vůz zapůjčen Boveraclubu | [ 12 ] |